# Bạc chromat
Bạc cromat (Ag2CrO4) là một chất rắn tinh thể đơn nghiêng màu nâu đỏ và là một tiền chất hóa học của nhiếp ảnh hiện đại. Nó có thể được điều chế bằng cách cho bạc nitrat (AgNO3) phản ứng với kali cromat (K2CrO4) hoặc natri cromat (Na2CrO4). Phản ứng này rất quan trọng trong khoa học thần kinh, vì nó được sử dụng trong "phương pháp Golgi" nhuộm các tế bào thần kinh trên kính hiển vi: bạc cromat tạo ra các kết tủa bên trong nơ-ron và làm cho hình thái học của chúng có thể nhìn thấy được.

## Điều chế
Bạc cromat được sản xuất bằng phản ứng trao đổi với muối bạc hòa tan, chẳng hạn như giữa kali cromat và bạc nitrat:
2AgNO3 + K2CrO4 → Ag2CrO4↓ + 2KNO3